# Александра од Грчке и Данске
Александра од Грчке и Данске (30. август 1870 — 24. септембар 1891.) или Велика кнегиња Александра Георгијевна била је грчка принцеза а касније кнегиња удајом за руског кнеза Павла Александровича. Била је ћерка грчког краља Ђорђа I и Олге Константиновне. Умрла је од компликација на порођају.

## Биографија
Принцеза Александра од Грчке и Данске рођена је 30. августа 1870. у Мон Репу, летњој резиденцији грчке краљевске породице на острву Крф. Била је треће дете и најстарија ћерка грчког краља Ђорђа и његове супруге, руске велике кнегиње Олге Константиновне. Александрин отац није био рођени Грк, али је рођен као дански принц по имену Кристијан Вилхелм од Шлезвиг-Холштајн-Зондербург-Гликсбурга, син Кристијана IX, краља Данске, и био је изабран на грчки престо у доби од седамнаест година. Петорица његових синова (Константин, Ђорђе, Никола, Андреј и Кристофер) и две ћерке (Александра и Марија) су достигли зрелу доб.
Грчка краљевска породица није била богата по краљевским стандардима и живела је скромно. Краљ Ђорђе је био стидљив човек, али је, супротно општем приступу тог времена, подизао и васпитавао децу да буду слободна без притисака. Дугачке ходнике краљевске палате у Атини користили су Александра и њена браћа и сестре за све врсте игре, а понекад би "вожњу бициклом" водио сам краљ. Одгајани од стране британских дадиља, енглески је деци био први језик, али су између себе говорили грчки. Научили су и немачки и француски.
Александра, која је у породици имала надимак Алин, или Аликс, да би се разликовала од њене тетке и куме, Александре, принцезе од Велса, имала је весео карактер и њена породица ју је много волела. „Имала је једну од оних слатких и симпатичних нарави који су волели сви који су долазили у контакт са њом“, присећа се њен брат Никола. „Изгледала је младо и лепо, а још од детињства живот јој је изгледао као да јој не чека ништа осим радости и среће." Александра се највише дружила са братом Николом и сестром Маријом јер су је пратили по годинама. Александра је провела многе празнике у Данској у посети баки и деди по оцу. У Данској су Александра и њена браћа и сестре упознали своје руске и британске рођаке на великим породичним окупљањима.
Када је имала осамнаест година, била је већ удата за великог војводу Павла Александровича од Русије, свог рођака по мајци, најмлађег детета и шестог сина цара Александра II и његове прве жене, принцезе Марије од Хесена и Рајне. Зближили су се када је велики кнез Павле проводио зиме у Грчкој због својих честих респираторних болести. Грчка краљевска породица је такође често проводила празнике са породицом Романов у посетама Русији или Данској. Њихова веридба је објављена 10. новембра 1888. године. Венчање је одржано 17. јуна 1889. у Санкт Петербургу, у капели Зимског дворца. Александра и Павле су имали двоје деце: Марију Павловну и Дмитрија Павловича. 
У седам месеци своје друге трудноће, Александра је са другарицама прошетала обалом реке Москве и ускочила директно у чамац који је ту био стално усидрен, али је пала када је ушла. Сутрадан се срушила усред порођајних болова. Родила је сина Димитрија, пала је у фаталну кому, а умрла је шест дана касније на имању Романових близу Москве. Велика кнегиња је сахрањена у катедрали Петра и Павла у Санкт Петербургу. Њен ожалошћеног супруга су држали како се не би бацио с њом у гроб.
Њен муж се касније поново оженио Олгом Карнович. Александрин син је био умешан у убиство Григорија Распућина, 1916. године.
Године 1939. за време владавине њеног нећака Ђорђа II од Грчке, грчка влада је добила дозволу од совјетске владе под Јосифом Стаљином да поново сахрани принцезу Александру у Грчкој. Њено тело је извађено из гробнице у Лењинграду и грчким бродом пребачено у Атину. Њен гроб је положен у близини палате Татои. Александрин мермерни надгробни споменик над празним гробом и даље је на свом месту у катедрали Петра и Павла у Москви.
„Породилиште Александра“ (сада „Александрина општа болница“) у Атини касније је у њено сећање назвао други нећак, краљ Павле; био је повезан са Универзитетом у Атини са посебним овлашћењем за истраживање и борбу против постпорођајне смртности мајки. По њој је названа и Авенија Александра у Атини.